# Разарач Мускета
Разарач Мускета (фр. Mousquet) био је француски ратни брод, разарач класе Аркебуза (енгл. Arquebuse-class destroyer), поринут 1902. Потопљен је у бици код Пенанга 1914, у борби против немачке лаке крстарице Емден.

## Карактеристике
Грађени у периоду 1902-1904, разарачи класе Аркебуза (20 бродова, сви са именима по ватреном или бацачком оружју) имали су депласман од 300 т, брзину од 28 чворова и посаду од 60 људи. Били су наоружани са једним топом 65 мм, 6 топова 47 мм и 2 торпедне цеви (калибра 457 мм).